# Ильино (Торжокский район)
Ильино — деревня в Торжокском районе Тверской области, в 16 километрах к югу от Торжка.
С 2006 года относится к Пироговскому сельскому поселению.
Основная часть располагается к западу от железнодорожной станции Льняная, узла линии «Лихославль — Торжок — Ржев — Фаянсовая» (Список станций).
Есть четыре улицы — Молодёжная, Новая, Станционная, Центральная. В деревне есть магазин и почтовое отделение
.

## Население
| 1859 | 1884 | 1920 | 1997 | 2002 | 2010 |
| ---- | ---- | ---- | ---- | ---- | ---- |
| 155  | ↗183 | ↗243 | ↘230 | ↘195 | ↘164 |